# فرانك هاغ
فرانك هاغ هو سياسي أمريكي، ولد في 17 يناير 1876 في جيرسي سيتي في الولايات المتحدة، وتوفي في 1956 في مانهاتن في الولايات المتحدة. نشط حزبياً في الحزب الديمقراطي. وقد انتخب Mayor of Jersey City, New Jersey ‏ (15 مايو 1917 – 17 يونيو 1947).